# Měčín
Měčín är en stad i Tjeckien.   Den ligger i regionen Plzeň, i den västra delen av landet, 100 km sydväst om huvudstaden Prag. Měčín ligger 476 meter över havet och antalet invånare är 1 118.
Terrängen runt Měčín är platt åt sydost, men åt nordväst är den kuperad. Terrängen runt Měčín sluttar västerut. Runt Měčín är det ganska glesbefolkat, med 31 invånare per kvadratkilometer. Närmaste större samhälle är Klatovy, 12,2 km sydväst om Měčín. Omgivningarna runt Měčín är en mosaik av jordbruksmark och naturlig växtlighet.